# 藤原マンナ
藤原 マンナ（ふじわら マンナ、8月19日 - ）は、東京都出身の歌手、女優、パフォマー。血液型はO型。

## 来歴
1995年3月　キティレコードより CD ミニアルバム 『l’ange et le diable 』（天使と悪魔）でデビュー。
1998年　ピーター・グリーナウェイ監督の映画『8  1/2の女たち』（Eight and a harf women）に
ジュリエッタ役で出演。
映画監督アキ・カウリスマキの兄である、映画監督ミカ・カウリスマキの短編作品にも出演している。
2000年　Dumb Type（ダムタイプ） 『memorandum』にパフォーマーとして出演（東京新国立劇場 東京公演より参加）し、以降は、Dumb Type（ダム タイプ）の世界公演を中心に活動。特技は、フランス語 英語。父方の曽祖父はフランス人。

## 出演

### 映画
- 8  1/2の女たち Eight and a harf women（1998年公開、監督：ピーター・グリーナウェイ） - ジュリエッタ 役

### 舞台
- 扉座公演　曲がり角の悲劇（1995年、本多劇場、作：横内謙介、演出：マキノノゾミ）- 客演
- Madame George（1997年 、XP  、演出：中島陽典）- 出演
- フランシスコX（1999年、 脚本演出：島田雅彦、主演：奥田瑛二、第22回日本文化デザイン会議’ 99 鹿児島 戯曲）- 出演
- Dumb Type（ダム タイプ） memorandum（2000年、東京新国立劇場 東京公演、シアタードラマシティ）- 出演

#### Dumb Type（ダム タイプ）memorandum （performance）（2002年〜）- 出演
- New Opera of Tel Aviv / Tel Aviv, ISRAEL（2002年）
- Museum of Contemporary Art / Chicago, USA（2002年）
- On The Boards / Seattle, USA（2002年）
- PICA (Portland Institute for Contemporary Art) / Portland, USA（2002年）
- Walker Art Center / Minneapolis, USA（2002年）
- "Festival ART ROCK,"La Passerelle / St Brieuc, FRANCE（2002年）
- Maison des Arts de Créteil / Créteil, FRANCE（2002年）
- "Singapore Arts Festival,"Victoria Theatre / SINGAPORE（2002年）
- The Japan Foundation Kuala Lumpur - Istana Budaya / Kuala Lumpur, MALAYSIA（2002年）
- "The 22nd International Modern Dance Festival,"The KCAF Theater / Seoul, KOREA（2003年）
- "la Biennale di Venezia,"Teatro Piccolo Arsenale / Venice, ITALY（2003年）
- Bangkok Playhouse / Bangkok, THAILAND（2003年）
- "Melbourne International Arts Festival,"Forum Theatre / Melbourne, AUSTRALIA（2003年）
- REDCAT (Roy and Edna Disney/CalArts Theater) / Los Angeles, USA（2003年）
- Pittsburgh Dance Council / Pittsburgh, USA（2003年）

#### Dumb Type（ダム タイプ）Voyage （performance）（2002年〜）- 出演
- Centre de Développment Chorégraphique de Toulouse /（2002年）
- Midi-Pyrénées - TNT/Théâtre de la Cité / Toulouse, FRANCE（2002年）
- Le Parvis Scène Nationale / Ibos-Tarbes, FRANCE（2002年）
- Saitama Arts Theater / Saitama, JAPAN（2002年）
- Theater Drama City / Osaka, JAPAN（2002年）
- Le-Maillon Théâtre de Strasbourg / Strasbourg, FRANCE（2002年）
- Deutschen Nationaltheater und Staatskapelle Weimar / Weimar, GERMANY（2003年）
- Biwako Hall / Shiga, Japan（2003年）
- REDCAT (Roy and Edna Disney/CalArts Theater) / Los Angeles, USA（2003年）
- Maison des Arts de Créteil / Créteil, FRANCE（2003年）
- YCAM (Yamaguchi Center for Arts and Media) / Yamaguchi, JAPAN（2004年）
- Novel Hall for Performing Arts / Taipei, Taiwan（2004年）
- "Tanztheater 3 wochen mit Pina Bausch,"Schauspielhaus / Düsseldorf, GERMANY（2004年）
- "Tanztheater 3 wochen mit Pina Bausch,"Schauspielhaus / Düsseldorf, GERMANY（2004年）
- Théâtre d’Angoulême / Angoulême, FRANCE（2005年）
- Le Carré des Jalles / St Médard en Jalles, FRANCE（2005年）
- Dansens Hus / Stockholm, SWEDEN（2005年）
- Bergen International Festival / Bergen, NORWAY（2005年）
- "International Modern Dance Festival,"The KCAF Theater / Seoul, KOREA（2005年）
- Muffathalle / München, GERMANY（2005年）
- Altstadherbst Kulturfestival Düsseldorf / Düsseldorf, GERMANY（2005年）
- La Comète – scène nationale de Châlons-en-Champagne / Châlons-en-Champagne, FRANCE（2006年）
- Théâtre de Nîmes / Nîmes, FRANCE（2006年）
- Posthof / Linz, AUSTRIA（2006年）
- Tramway / Glasgow, UK（2006年）
- "Exodos Festival,"Cankarjev Dom / Ljubljana, SLOVENIA（2006年）
- "Melbourne International Arts Festival"/ Melbourne, AUSTRALIA（2006年）
- "XI FESTIVAL IBEROAMERICANO DE TEATRO DE BOGOTA"/ Bogota, COLOMBIA（2008年）
- EMPAC (Experimental Media & Performing Arts Center), Rensselaer Polytechnic Institute / Troy, NY, USA（2008年）
- Montclair State University, Kasser Theater / Montclair, NJ, USA（2008年）
- LA FILATURE / Mulhouse, FRANCE（2008年）
- LE VOLCAN – Maison de la Culture du Havre / Le Havre, FRANCE（2008年）
- O.M.M.A. (Organismos Megarou Mousikis Athinon) The Athens Concert Hall / Athens, GREECE（2009年）
- SEMEC (Societe d’Economie Mixte pour les Evenements Cannois) Theatre Debussy / Cannes, FRANCE（2009年）

#### Dumb Type（ダム タイプ）Voyages （installation）（2004年〜）- 出演
- YCAM (Yamaguchi Center for Arts and Media) / Yamagichi, JAPAN（2004年）
- In the exhibition "Body Media,"Shanghai Sculpture Space,（2007年）
- O ART CENTER, Shanghai Institute of Visual Art Fudan University / Shanghai, CHINA（2007年）
- NAMURA ART MEETING / Osaka, JAPAN（2007年）
- In the exhibition ”Vom Funken zum Pixel,"Martin-Gropius-Bau / Berlin, GERMANY（2007年）

### テレビ
- ソリトンサイド（1996年、 NHK）出演
- アクセスJ（1996年〜1997年、NHK 教育番組）レギュラー出演
- フランス語会話（2003年〜2005年、NHK）オープニングソング歌唱

## 音楽

### ミニアルバム
- l’ange et le diable（天使と悪魔）（1995年3月、キティレコード）
- l’aventurière（冒険者）（1995年10月、キティレコード）

### シングル
- l’aventurière（冒険者）（1995年9月、キティレコード）ナリス化粧品 ラサラCM曲

### 企画盤参加
- Producers コンピレーションアルバム　PRO-FILE（1998年）

収録曲「12月19日金曜日」（外間隆史プロデュース曲）
- Patrick Nugier アルバム『Noël aux alysees』（1998年）

収録曲「タンデム」に vocal参加
- please me berry（2003年1月1日、berry records）

収録曲「Funky Dancing」(ギターベイダー)
- グルーヴィジョンズのキャラクターCHAPPIE CD　welcomeing morning（1999年、pal@popプロデュース）

収録曲「Happyending soul writers band」(作詞：pal@pop. 、作曲：川本真琴)
- never ending rainbow（2001年、pal@popプロデュース）

- 川本真琴 CDシングル　月の缶（2001年）フランス語ナレーション参加

- ディズニー生誕100周年コンピレーションアルバム　Disney Age@D–100cafe（2002年）

収録曲「Little April Shower」（プロデュース：池田亮司）

### イベント
- ゲンスブールナイト ライブなどに多数参加（1998年〜）

## CM
- FUJI FILM フジカラー お正月をつくろう（1997年）CMナレーション
- 味の素 マリーム（2001年）CMソング
- 高島屋クリアランスセール（2002年）CMナレーション
- アイシアミャウミャウ（2007年）CMナレーション
- ホットペーパーリクルート（2013年）CMナレーション　ペパローの声
- ケンタッキー えびプリ（2014年）CM ナレーション